# بنفشة درق (تشاراويماق)
بنفشة درق (بالفارسية: بنفشه‌درق) هي منطقة سكنية تقع في Charuymaq-e Jonubesharqi Rural District في إيران. يقدر عدد سكانها بـ 105 نسمة .